# Lech Franczak
Lech Franczak (ur. 10 kwietnia 1939 w Gurowie w powiecie włodzimierskim na Wołyniu) – polski nauczyciel, sportowiec, trener, poeta, członek Związku Literatów Polskich.
Jego rodzinna wioska została spalona i wymordowana 11 lipca 1943 r. przez nacjonalistów ukraińskich z OUN-UPA. Cudem uniknął śmierci. Wraz z rodzicami schronił się we Lwowie, a następnie w Dębicy. Stamtąd wyjechał do wsi Mojsławice na ziemi hrubieszowskiej, gdzie ukończył szkołę podstawową. Ze względu na swoje zainteresowania sportowe dalszą edukację pobierał w Technikum Wychowania Fizycznego w Szczecinie. Wyczynowo uprawiał gimnastykę, startując w Mistrzostwach Polskich. W 1959 r. zamieszkał w Płocku. Tutaj ukończył Studium Nauczycielskie. Pracował jako nauczyciel WF w Zespole Szkół Zawodowych Fabryki Maszyn Żniwnych, a po ukończeniu studiów w Akademii Wychowania Fizycznego, podjął pracę w Liceum Ogólnokształcące im. Władysława Jagiełły, w którym był również trenerem zawodników piłki ręcznej i badmintona.
Oprócz sportu drugą jego pasją jest poezja. Współtworzył płocką grupę literacką „Gościniec”. Został członkiem Klubu Artystycznego Płocczan, a w 1993 r. Związku Literatów Polskich. Wydał 20 książek i tomików wierszy, w których poruszał między innymi tematy historyczne, w tym ludobójstwo Polaków na Kresach Wschodnich i stan wojenny w Polsce. Jego utwory ukazały się też w antologiach regionalnych i ogólnopolskich. Z okazji Światowych Igrzysk Młodzieży Szkolnej, które odbyły się w Płocku w 1992 r., wydał polsko-angielski tomik poezji olimpijskiej „Bieg nad Olimpią”, w którym ukazał sport od starożytności do czasów współczesnych. Egzemplarz tego tomiku został umieszczony w zbiorach Muzeum Międzynarodowego Komitetu Olimpijskiego w Olimpii. W 2015 roku otrzymał Srebrny Medal „Za zasługi dla Polskiego Ruchu Olimpijskiego. Brał udział w licznych konkursach literackich, zdobywając m.in. I nagrodę w konkursie „O statuetkę Apostoła Narodów” oraz „Kryształowe Pióro”.

## Twórczość
- Bieg nad Olimpią (1992)[4]
- Tragarze światła (2005)[5]
- Zranieni jak ziarno z ognia (2013)
- Nieśmiertelni wołają z Wołynia (2015)[3]
- Trojanie idą do nieba (2018)[6]
- Czas nie liczy chwil[7]
- Pod strzechą czasu
- Z pieśnią Tyrteusza
- Serce nieść w ogniu